# ケフェイド変光星
- ケフェイド変光星
- セファイド変光星

ケフェイド変光星（ケフェイドへんこうせい、英語: Cepheid variable）は、HR図上でケフェイド不安定帯に属する脈動変光星。セファイド、セファイド変光星、ケフェウス座δ型変光星、ケファイド変光星とも表記。

## 概要
ケフェイド変光星（CEP型）はさらに種族Iのケフェウス座δ型（DCEP）と種族IIのII型ケフェイド（CW）に細分類される。絶対等級が比較的大きく、スペクトル型がF～K型の黄色超巨星に属する周期的脈動変光星である。また、変光範囲は1～2等、周期は2～50日ほどである。この型の変光星には変光周期が長い星ほど絶対等級が明るいという性質があり、これを周期光度関係と呼ぶ。この関係を用いると、その実視等級と変光周期を測定することで距離の測定に用いることができる。いわば宇宙の灯台であり、年周視差などで正確に測ることの出来ない数千光年以上の測定が可能である。CEP型の中には非常に明るいものもあり、他の銀河内であっても識別可能であるため、CEP型脈動変光星を用いることで、その銀河系までの距離を精密に求めることができる。
主なケフェウス座δ型変光星
- ケフェウス座δ星 -- 5.366日の周期で3.48等星～4.37等星の範囲を変光する。
- いっかくじゅう座T星 -- 27.025日の周期で5.58等星～6.62等星の範囲を変光する。

主なII型ケフェイド変光星
- おとめ座W星 -- 17.234日の周期で9.46等星～10.75等星の範囲を変光する。
- ヘルクレス座BL星 -- 1.307日の周期で9.70等星～10.62等星の範囲を変光する。

おとめ座W型変光星はII型ケフェイド変光星の細分類の1つである。